# احمد غلامی

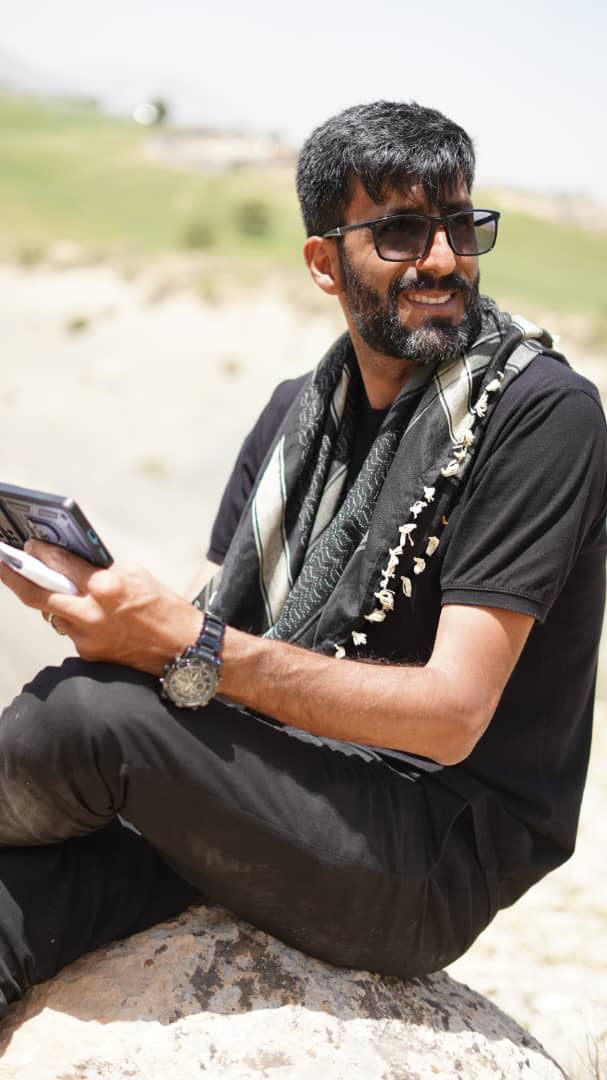

احمد غلامی (زادهٔ ۹ تیر ماه ۱۳۶۶ در شهرستان ملکشاهی، استان ایلام) نویسنده و کارگردان ایرانی است. او بیشتر به دلیل ساخت فیلم‌های کوتاه با رویکرد جنگ ونگاه انسانی شناخته می‌شود. آثار وی در جشنواره‌های ملی و بین‌المللی متعددی حضور داشته و جوایز گوناگونی کسب کرده‌اند.

## زندگی‌نامه
احمد غلامی در سال ۱۳۶۶ در شهرستان ملکشاهی، واقع در استان ایلام متولد شد. او فعالیت سینمایی خود را با ساخت فیلم‌های کوتاه آغاز کرد و با توجه به مضامین  بومی در ژانر حماسی وجنگی ، موفق شد جایگاهی در سینمای کوتاه ایران به دست آورد.

## فیلم‌شناسی
فیلم‌های کوتاهی که احمد غلامی نویسندگی و کارگردانی آن‌ها را بر عهده داشته‌است، شامل موارد زیر هستند:
- راحیل

- شات پایانی

- ری بندان (راه بندان)

- شکارچی

- پاییز سرخ

- دلنیا

- ته نیا

- چه مه‌ری .چشم به راه

- مادرانه

- خدا نزدیک است

- رقص دود
- شیون وآ
- روژنای الات
- ماهی قرمز من
- ساعت مادربزرگ

## جوایز و افتخارات
- تندیس و دیپلم افتخار پنجمین جشنواره ملی فانوس
- برای فیلم دل نیا

- دیپلم افتخار جشنواره فیلم مقاومت (استان ایلام)
- برای نماهنگ عباس زمان

- دیپلم افتخار جشنواره ملی فاطمی برای فیلم پازل‌های زندگی

- برگزیده جشنواره بین‌المللی فیلم رسام
- برای فیلم تونگ تنگ

- نویسنده و کارگردان برگزیده جشنواره ققنوس
- برای فیلم ماهی قرمز من

- نویسنده و کارگردان برگزیده جشنواره ملی فانوس
- مادران چشم به راه
- جایزه ویژه هیئت داوران بسیج
- فیلم پاییز سرخ
- برگزیده جشنواره ملی افتخار من
- مستند گوش برها

## حضور در جشنواره‌ها
- جشنواره بین‌المللی سلیمانیه – عراق

- جشنواره بین‌المللی میهودو – ایالات متحده آمریکا
- جشنواره بین المللی مقاومت
- جشنواره بین المللی رسام

- جشنواره منطقه‌ای فیلم شبدیز
- جشنواره ملی فیلم عشایر و روستایی کلیبر